# 女ドラキュラ
『女ドラキュラ』（おんなドラキュラ、原題：Dracula's Daughter）は、1936年に製作されたアメリカ映画。
ブラム・ストーカーの短編小説『ドラキュラの客』の映画化作品。1931年に製作された『魔人ドラキュラ』の続編。

## キャスト
- ジェフリー・ガース - オットー・クルーガー
- マーヤ・ザレスカ - グローリア・ホールデン
- ヴァン・ヘルシング - エドワード・ヴァン・スローン/ 日本語吹き替え - 大木民夫(ソフト版)
- ジャネット・ブレイク - マルゲリーテ・チャーチル
- サンドル - アーヴィング・ピシェル
- リリー - ナン・グレイ
- レディーハモンド - ヘッダ・ホッパー
- アルバート - ビリー・ビーバン